# Хурма
Хурма́ (лат. Diōspyros) — род субтропических и тропических листопадных или вечнозелёных деревьев и кустарников семейства Эбеновые (Ebenaceae). Деревья могут доживать до пятисот лет. У многих видов плоды съедобны, некоторые тропические виды служат источником ценной древесины — эбенового дерева.

## Название
Латинское название рода, Diospyros, имеет греческое происхождение и может быть переведено как «пища богов», другое значение — «божественный огонь».
В русский язык слово «хурма» попало из фарси, где в оригинале звучит как خرمالو khormâlu — то есть «финиковая слива». Само слово خرما khormâ означает финик, слово آلو âlu — слива. Название khormâlu первоначально относилось к хурме кавказской. Вяленая хурма по вкусу очень напоминает финики, отсюда и произошло название хурмы кавказской на фарси. Затем это название распространилось на другие виды хурмы, в том числе и на восточную (японскую).
Виды со съедобными плодами могут называть: «дикий финик», «финиковая слива».

## Ботаническое описание
Деревья или кустарники, листопадные или вечнозелёные. Терминальные почки отсутствуют. 
Листья — простые, очерёдные, иногда с небольшими полупрозрачными желёзками.
Цветы двудомные или полигамные. Мужские цветки пазушные, как правило, собраны в кисти. Тычинок от 4 до множества, часто парных. Женские цветки обычно одиночные, пазушные. Чашечка обычно 3—5 (иногда до 7) лепестковая, может быть редуцирована. Венчик колокольчатый или трубчатый, 3—5 (—7) лопастный. Плод — мясистая ягода, кожистая, как правило, с крупной чашечкой. Семена от 1 до 10 и более, часто сжатые по бокам.

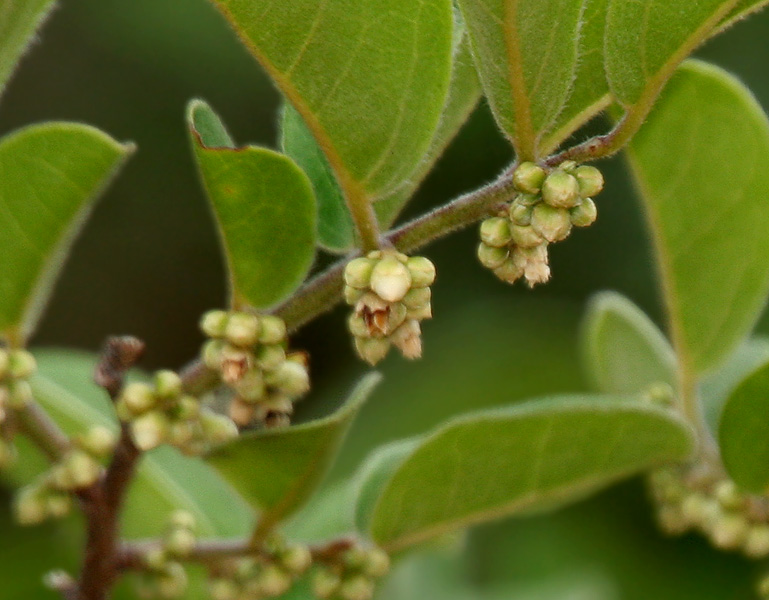
Цветки Diospyros chloroxylon

## Распространение
Виды этого рода имеют пантропическое распространение с наибольшим разнообразием в Индомалайской области.
В культуре растения распространились, вероятно, из Китая.
Ради плодов растения культивируются во многих странах Евразии, Америки и в Австралии, где встречаются и свои эндемичные виды.
Некоторые виды являются источником ценной древесины.

## Экология

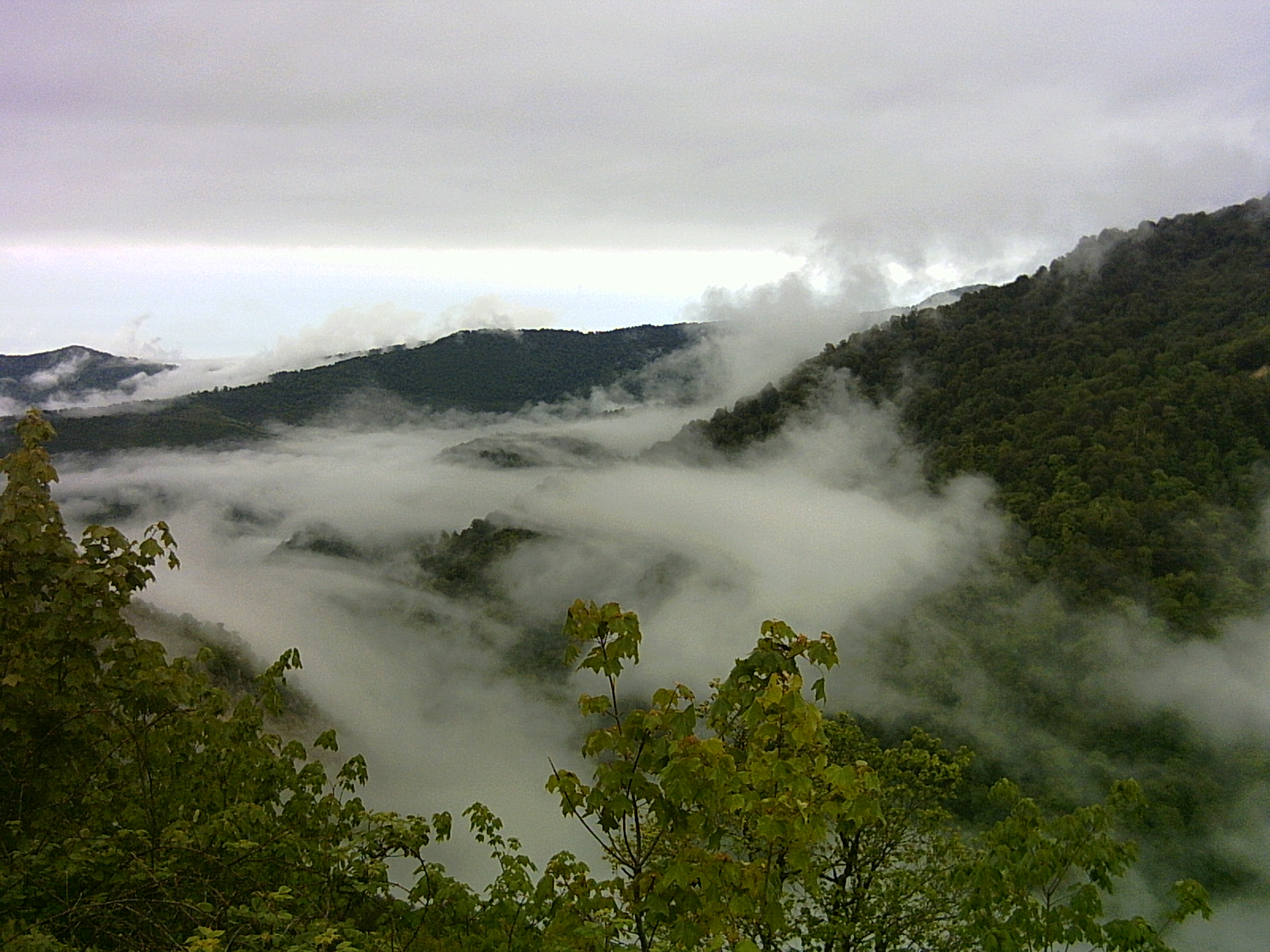
Гирканский лес на севере Ирана — место с наибольшей встречаемостью хурмы кавказской

Умеренные («субумеренные») листопадные виды хурмы объединенны в одну кладу. Речь идёт о таких видах, как хурма виргинская, хурма кавказская, хурма восточная, Diospyros japonica [syn.  Diospyros glaucifolia] и Diospyros morrisiana. Выявлены естественные леса, в которых обитают все перечисленные виды хурмы. Они указываются для умеренных (теплоумеренных) листопадных, смешанных широколиственных (полувечнозелёных), субтропических горных зональных и азональных лесов. Diospyros morrisiana присутствует также в тропических горных лесах.
Примерами умеренных (теплоумеренных) листопадных лесов являются дубово-гикориевые леса юго-востока США, эвксинские, включая колхидские, и гирканские леса, а также леса покрывающие склоны хребтов, окружающих Великую Китайскую равнину. В горных лесах доминируют дуб или бук при участии граба, клёна и многих других пород деревьев. В низменностях и долинах горных рек преобладают соответственно ольха и лапина. На равнинах США леса формирует дуб, которому содоминирует кария. Смешанные широколиственные леса состоят преимущественно из бука, листопадных и вечнозелёных видов дуба, ликвидамбара и магнолии. Субтропические горные зональные леса являются вечнозелёными. Сложены они в основном видами Machilus, коричника, фебе и каштанника. В менее благоприятных и нарушенных человеком местообитаниях главными становятся вечнозелёные виды дуба и камнеплодник. Азональные субтропические леса смешанные и листопадные. В их составе немало сукцессионных видов. Образованы дубом, дзельквой, сосной, тремой восточной, маллотусом и так далее. Среди лесообразующих пород тропических зональных лесов отмечены хелиция и Drypetes. В азональных распространены вечнозелёные дубы.
Виды хурмы, относящиеся к пантропическим кладам, растут в тропических дождевых лесах, включая подтипы сезонно-дождевых и горных лесов, также обитают в саваннах. Некоторые из них встречаются в субтропических лесах и саваннах (другие учёные называют их полусаваннами). Отдельные листопадные представители этих клад, к примеру хурма ромболистная, достигают вторичных теплоумеренных листопадных лесов, образовавшихся на месте коренных субтропических вечнозелёных лесов, в данном случае лесов из каштанника (Сastanopsis sclerophylla).

## Систематика

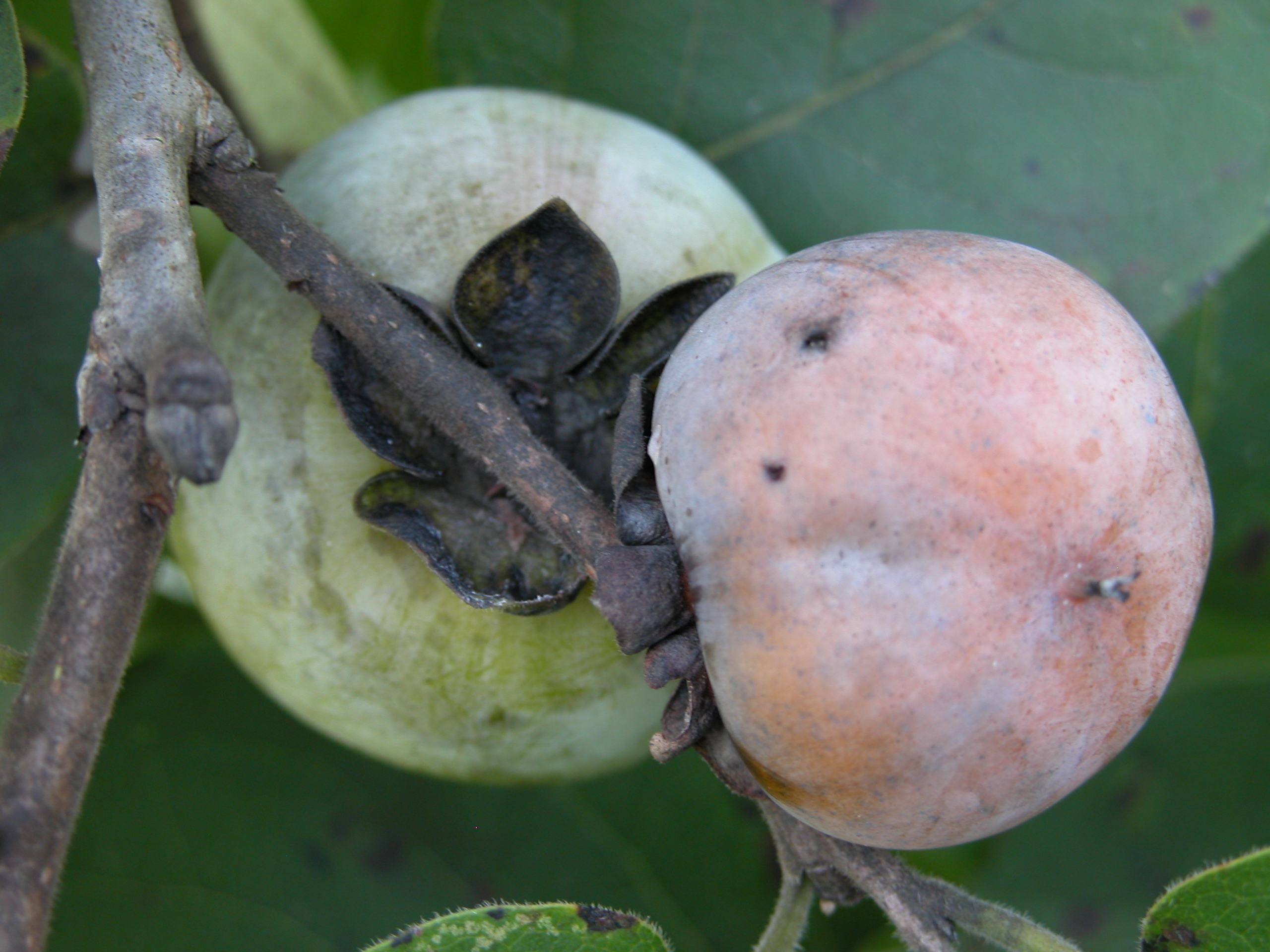
Хурма виргинская в Тампе, Флорида

По информации базы данных The Plant List, род включает 725 видов. Некоторые виды:
- Diospyros discolor Willd. — Хурма разноцветная, или Маболо [syn.  Diospyros blancoi A.DC.].
- Diospyros ebenum J.Koenig — Хурма эбеновая, или Чёрное эбеновое дерево, или Цейлонское эбеновое дерево, источник ценной древесины.
- Diospyros kaki Thunb. — Хурма восточная, или Каки [syn.  Diospyros chinensis Blume nom. nud. — Хурма китайская], вид с крупными (до 8 см) оранжево-красными плодами, из Японии и Китая.
- Diospyros lotus L. — Хурма кавказская, или обыкновенная
- Diospyros melanoxylon Roxb. — Коромандельское чёрное дерево
- Diospyros mespiliformis Hochst. ex A.DC. — Хурма мушмуловидная, африканский вид.
- Diospyros oppositifolia Thwaites — Хурма супротивнолистная
- Diospyros sandwicensis (A.DC.) Fosberg — Хурма гавайская
- Diospyros virginiana L. — Хурма виргинская, или Хурма американская [syn.  Diospyros mosieri S.F.Blake]

Вид Хурма чёрная (Diospyros digyna Jacq.) признан синонимом вида Diospyros nigra (J.F.Gmel.) Perrier.
Вид Хурма низкая (Diospyros humilis (R.Br.) F.Muell.) признан синонимом вида Diospyros vera (Lour.) A.Chev.

## Плоды

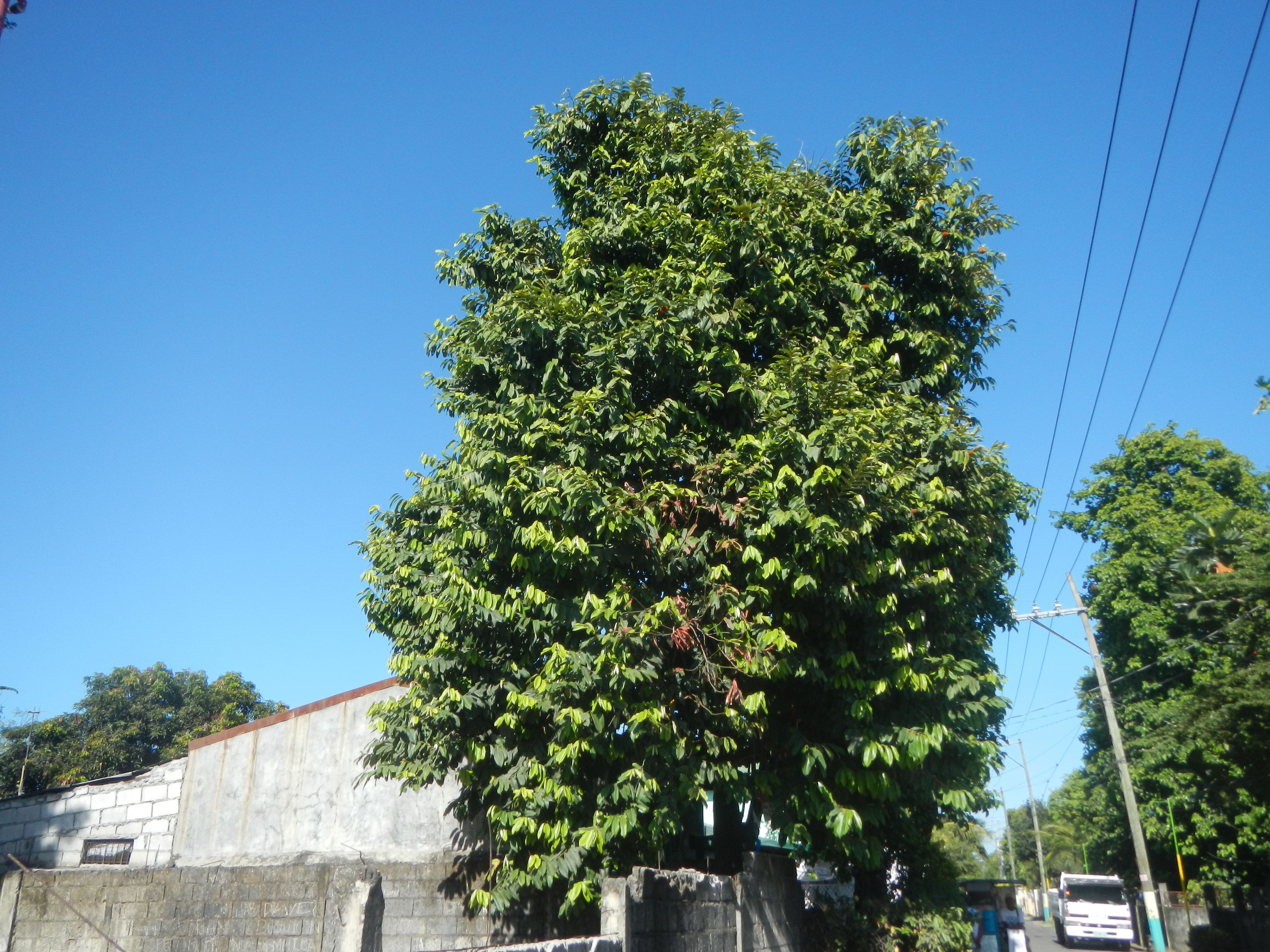
Хурма разноцветная в Центральном Лусоне, Филиппины

Хурмой называют плоды ряда видов, обычно ярко-оранжевые крупные со светлой мякотью и мясистые 1—10-семянные ягоды.
Сорта хурмы делят на две группы: варьирующие и константные. Варьирующими называют сорта, плоды которых, в зависимости от того, как они образовались — в результате оплодотворения или  же партенокарпически, — имеют различные потребительские качества, то есть:
- Плоды, образовавшиеся без оплодотворения и не содержащие семян, по созревании цвет мякоти не изменяют, а терпкость теряют только после окончательного созревания, когда мякоть уже приобретает желеобразную консистенцию.
- Плоды тех же сортов, но образовавшиеся после опыления и имеющие семена, уже при съёме имеют не терпкую мякоть, а цвет мякоти темнеет, вплоть до тёмно-коричневого цвета. К этой группе относятся также корольковые, или шоколадные сорта, такие как «Хиакуме» и «Зенджи-Мару»[26].

На Филиппинах растёт своя хурма — ярко-красная под названием «бархатное яблоко». Парагвайская хурма отличается плоской формой плодов. Кавказская хурма даёт плоды, размеры которых не превышают 2—3 см. Широко распространён выведенный в Израиле сорт «Шарон». Он не содержит семян и имеет более мягкий вкус, так как содержит мало танина.

### Использование плодов

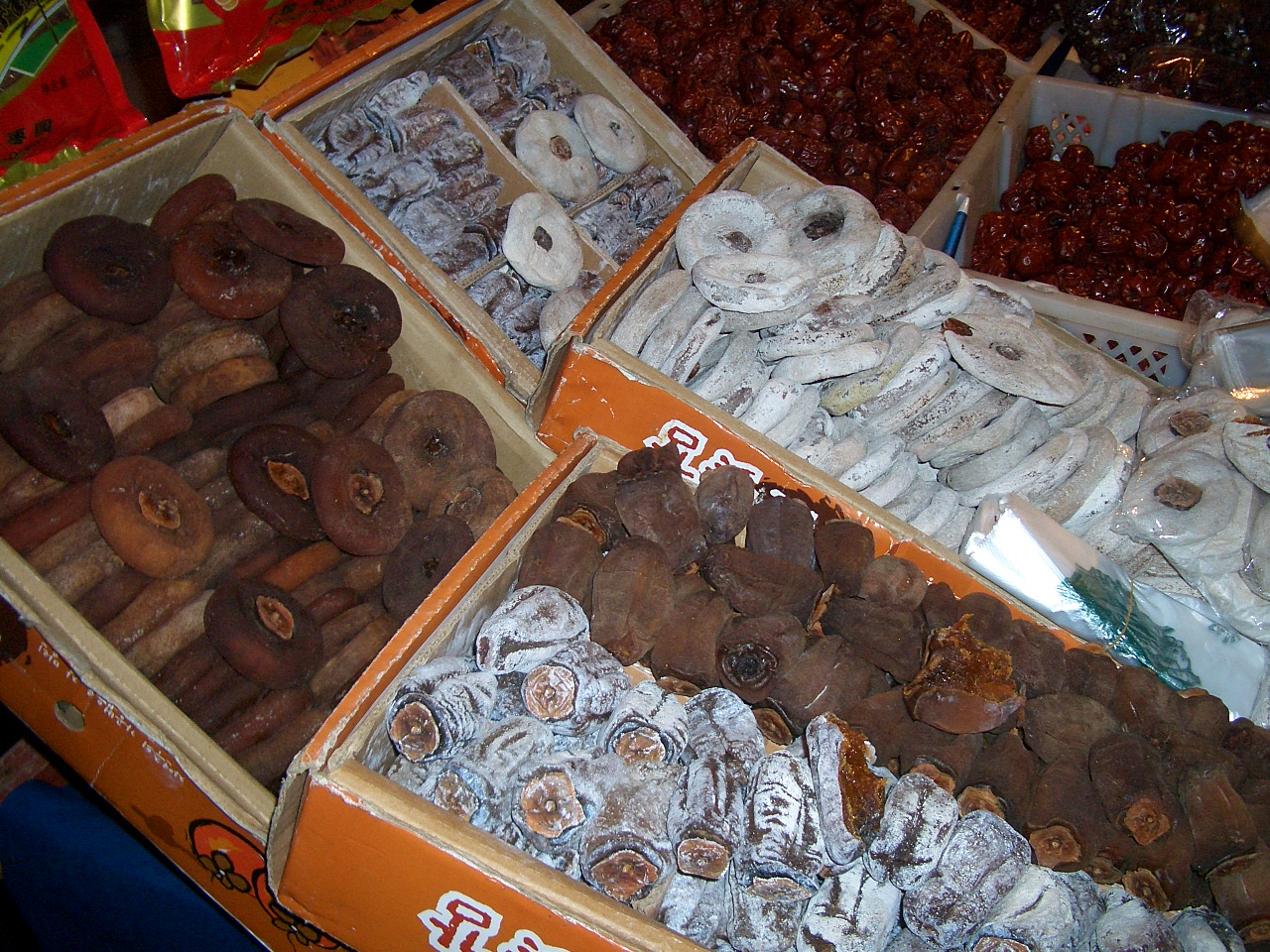
Сушёные плоды хурмы восточной — популярная сладость в Китае

Грузинский крепкий алкогольный напиток из хурмы

Незрелые плоды хурмы обладают вяжущим вкусом и могут вызвать расстройства желудочно-кишечного тракта. Чтобы ускорить их созревание, их можно поместить в герметичную емкость или в плотно завязанный полиэтиленовый пакет вместе с яблоками. Выделяющийся этилен вызовет созревание плодов хурмы в течение нескольких дней (см. Дозаривание, а также Газация бананов).
Несмотря на относительно высокое содержание сахара хурма не способствует резкому повышению сахара в крови (имеет невысокий гликемический индекс) и на 100 г продукта содержит всего 62 ккал. Ярко-оранжевый цвет хурмы говорит о том, что в ней высокое содержание бета-каротина и биофлавоноидов. Спелая хурма содержит (в 100 граммах/от дневной нормы потребления): 25 % сахаров, 1,5 % протеина, 0,85 % жиров, до 55 % витамина C, дубильные вещества, различные микроэлементы, в том числе иод, железо, магний, калий.
Поэтому хурму рекомендуют употреблять больным с заболеваниями сердечно-сосудистой системы, гипертонией, анемией. На Кавказе хурму едят в больших количествах при ранних формах токсического зоба. В Китае и Японии хурмой лечат атеросклероз, а соком — цингу, в Таиланде — изгоняют кишечных глистов, в Корее хурма считается противовоспалительным средством и используется при лечении дизентерии, энтероколитов и бронхитов. Эффективность диеты, богатой хурмой, в нормализации липидного обмена подтверждается научными исследованиями. Плоды хурмы благоприятно влияют на состояние печени и желчевыводящих путей.
Хурма обладает ярко выраженным мочегонным эффектом.
Мякоть хурмы обладает бактерицидными свойствами, поэтому включение в рацион хурмы во время эпидемий вносит свою лепту в общее лечение. Разрезанную пополам хурму в некоторых странах прикладывают к ожогам и ранам. Хурма полезна при истощении (и нервном, и физическом). Отваром из жёстких «хвостиков» плодов лечат энурез.
Народная медицина использует, помимо плодов, и листья хурмы. Высушенные листья хурмы считаются биологически активными, поэтому чай из них полезен пожилым людям, а также больным анемией. Пропаренные листья накладывают на гноящиеся раны и нарывы.
Плоды хурмы употребляют пищу не только в свежем виде. Их высушивают из них варят варенья, готовят сладости. Кроме того, в некоторых странах из хурмы изготовляют самые различные алкогольные напитки, как промышленным, так и надомным образом: сидр, вино, и крепкие напитки типа шнапса.
Обжаренные и измельчённые семена хурмы виргинской использовались солдатами армии Конфедерации и населением штатов Юга во время Гражданской войны в США как заменитель кофе.

### Противопоказания
Из-за высокого содержания танина хурму нельзя употреблять в послеоперационный период (органы брюшной полости), а также людям, у которых из-за операции на брюшной полости развилась спаечная болезнь кишечника. Чрезмерное употребление хурмы, особенно незрелых плодов, в которых наибольшее содержание танина и растительных волокон, может привести к острой кишечной непроходимости вследствие образования фитобезоара и вызвать необходимость срочной операции. Из-за большого количества сахаров, которые содержит в себе хурма (некоторые сорта достигают порядка 44%, а в высушенных плодах верхняя граница может подняться еще выше — до 60-65%) не рекомендуется ее употреблять людям с сахарным диабетом.

## Древесина

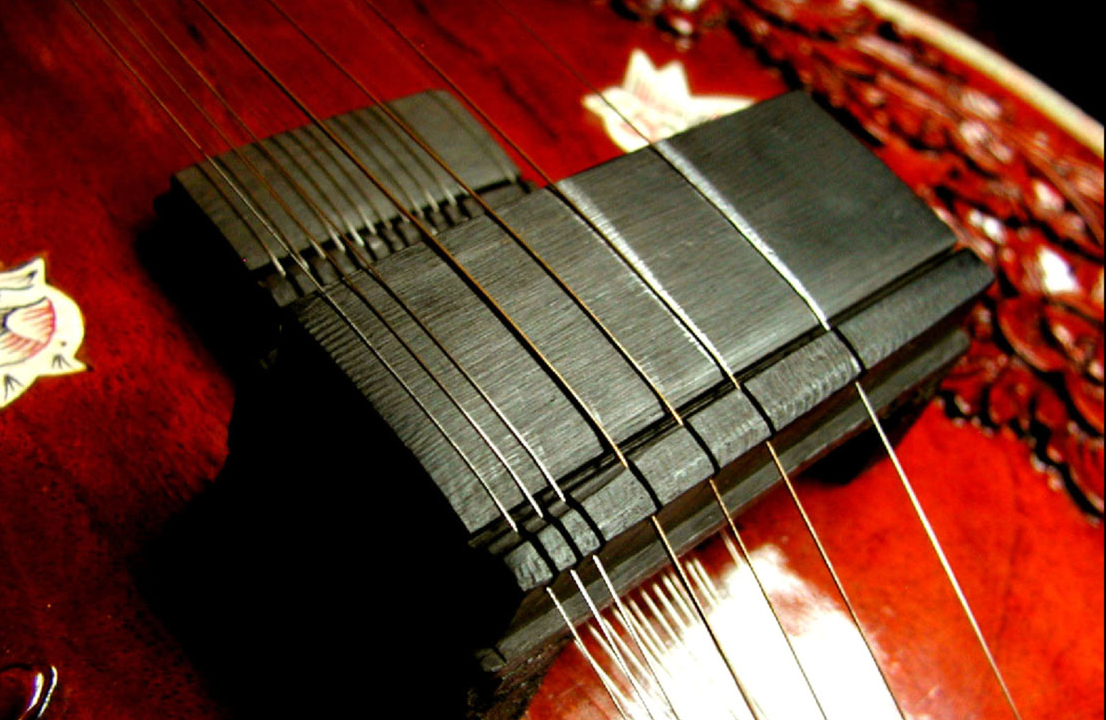
Эбеновое дживари ситара

Из древесины дерева в ряде стран делают мебель и спортивные принадлежности.
Древесина хурмы столь изысканна и деликатна, что из неё делают некоторые музыкальные инструменты. Знаменитое чёрное эбеновое дерево получают из древесины хурмы.